# Улдуз (опера)
«Улдуз» (азерб. Ulduz; Звезда) — первая опера азербайджанского композитора Фикрета Амирова, написанная в 1948 году. Автором либретто является народный артист Азербайджанской ССР Исмаил Идаятзаде. Опера «Улдуз» является одноактной оперой. Эта опера является также дипломной работой Фикрет Амирова, которой он окончил в 1948 году Азербайджанской государственной консерватории по классу композиции Бориса Исааковича Зейдмана. В это время Фикрету Амирову было 26 лет.